# Amit még mindig tudni akarsz a szexről
Az Amit még mindig tudni akarsz a szexről (eredeti cím: Hope Springs) 2012-ben bemutatott amerikai romantikus filmvígjáték-dráma, melyet David Frankel rendezett. A főszereplők Meryl Streep, Tommy Lee Jones és Steve Carell. 
2012. augusztus 8-án mutatták be. Általánosan pozitív értékeléseket és dicséretet kapott a színészi teljesítményekért. Golden Globe-ra jelölték, majd megnyerte a People's Choice-díjat is.

## Cselekmény
|  | Alább a cselekmény részletei következnek! |

Kay és Arnold Soames (Meryl Streep és Tommy Lee Jones) éveken át külön szobában alszanak, ami kizár bármiféle fizikai kontaktust. Kay véleménye szerint segítségre van szükségük, hogy újra lángra lobbantsák kapcsolatukat.
Kay elmondja Arnoldnak (aki egy omahai számviteli cégnél dolgozik), hogy befizette kettejüket egy házassági tanácsadás programra Dr. Bernie Feld-hez (Steve Carell) egy tengerparti üdülővárosba, Maine államban. Arnold, a gürcölés és fantáziátlan rutin teremtménye úgy véli, a házasságukkal nincs semmi gond, és nem akar repülőre szállni, hogy elmenjenek az egy hetes házasságterápiára, de végül felszáll a gépre.
Az igazi kihívás a Dr. Feld által tartott üléseken jön, ahogy mindketten próbálják kifejezni érzelmeiket, újjáéleszteni a kapcsolatukat, és megtalálni a szikrát, ami miatt egymásba szerettek, amikor először meglátták egymást. Az ülések napi rendszerességgel történnek Dr. Feld irodájában, aki tanácsokat ad, és egyre őszintébb kérdéseket tesz fel a nemi életükkel kapcsolatban, és hogy miként éreznek egymás iránt. Arnold dühös lesz és védekezik, masszívan ellenáll a változásnak, és nem képes meglátni felesége csalódottságát. Kay, csalódottan Arnold ellenszegülése miatt, feldúltan és könnyekkel a szemében elmegy egy bárba, ahol kiönti a szívét a csaposnak. Arnold eközben meglátogat egy tengerészeti múzeumot.
Mikor újra együtt vannak, egy ágyban töltik az éjszakát, évek óta most először, és Kay reggel arra kel, hogy Arnold átöleli őt. A haladásnak ezen jelével Dr. Feld új intézkedéseket tesz. Kísérletet tesznek az intimitásra az ágyban, a szállójukban, és egy moziban, ahol katasztrofális következményekkel szembesülnek. Arnold egyik este megszervez egy romantikus vacsorát egy luxus szállodában, ahol megpróbálnak szeretkezni a kandalló előtt, de a dolog nem sikerül. Az utolsó ülésükön Dr. Feld elmondja nekik, hogy sokat fejlődtek, és hogy menjenek haza, majd járjanak el párterápiára.
Otthon Omahában látszólag a napi rutin folytatódik. Mindketten fekszenek a saját ágyukban és próbálnak elaludni. Arnold az, aki végül felkel, felveszi a köntösét, és átmegy a felesége szobájába. Kay felül, ahogy Arnold leül mellé, és lágyan átölelik egymást. Az ezután következő szeretkezés forró, természetes és csendesen heves. Reggel már egyértelmű, hogy a házasságuk megváltozott. A történet végén megújítják az esküvői fogadalmukat egy tengerparton, Dr. Feld és a gyerekeik jelenlétében, megígérve, hogy megértőbbek és tapintatosabbak lesznek egymással.
|  | Itt a vége a cselekmény részletezésének! |

## Szereplők
- Meryl Streep – Kay Soames (Ráckevei Anna)
- Tommy Lee Jones – Arnold Soames (Reviczky Gábor)
- Steve Carell – Dr. Bernie Feld (Kassai Károly)
- Elisabeth Shue – Karen
- Jean Smart – Eileen
- Ben Rappaport – Brad
- Marin Ireland – Molly (Kiss Virág)
- Mimi Rogers – Carol
- Becky Ann Baker – Cora
- Brett Rice – Vince (Koroknay Géza)

## Díjak és jelölések
- Golden Globe-díj (2013) – Legjobb színésznő – zenés film és vígjáték kategória jelölés: Meryl Streep
- Golden Globe-díj Legjobb női főszereplő – Motion Picture musical vagy vígjáték – jelölve
- People's Choice díj – a kedvenc drámai film színésznőnek – jelölve
- People's Choice díj – a kedvenc filmikonnak

## Médiamegjelenés
Amit még mindig tudni akarsz a szexről – DVD-n és Blu-rayen 2012. december 5-én adták ki, Magyarországon 2012. december 13-án.